# Bernard Voorhoof
Bernard Voorhoof (Lier, 10 de maig de 1910 - Lier, 18 de febrer de 1974) fou un futbolista belga de la dècada de 1930.

## Trajectòria
Fou 61 cops internacional amb la selecció belga de futbol, amb la qual disputà els Mundials de 1930, 1934 i 1938, essent un dels quatre jugadors que van participar en els tres primers Mundials, juntament amb Edmond Delfour, Nicolae Kovács i Étienne Mattler. També participà en els Jocs Olímpics de 1928. Fou el màxim golejador de la selecció des de 1940 amb 30 gols en 61 partits. Paul Van Himst l'igualà el 1974. Pel que fa a clubs, jugà al Lierse SK durant 21 anys, guanyant dues lligues.

## Palmarès
Lierse S.K.
- Lliga belga de futbol:
  - 1931-32, 1940-41 (no oficial), 1941-42